# Ćwilin
Der Ćwilin ist ein 1071 m hoher Berg in den Inselbeskiden um die Stadt Limanowa in der Woiwodschaft Kleinpolen in Polen. Der Berg liegt in der Nähe der Wasserscheide zwischen den Flüssen Raba und Dunajec.

## Name
Der Name des Bergs wird von dem deutschen Wort Zwilling abgeleitet und spielt auf den nahegelegenen, 1007 m hohen Zwillingsberg Śnieżnica an.

## Zugang

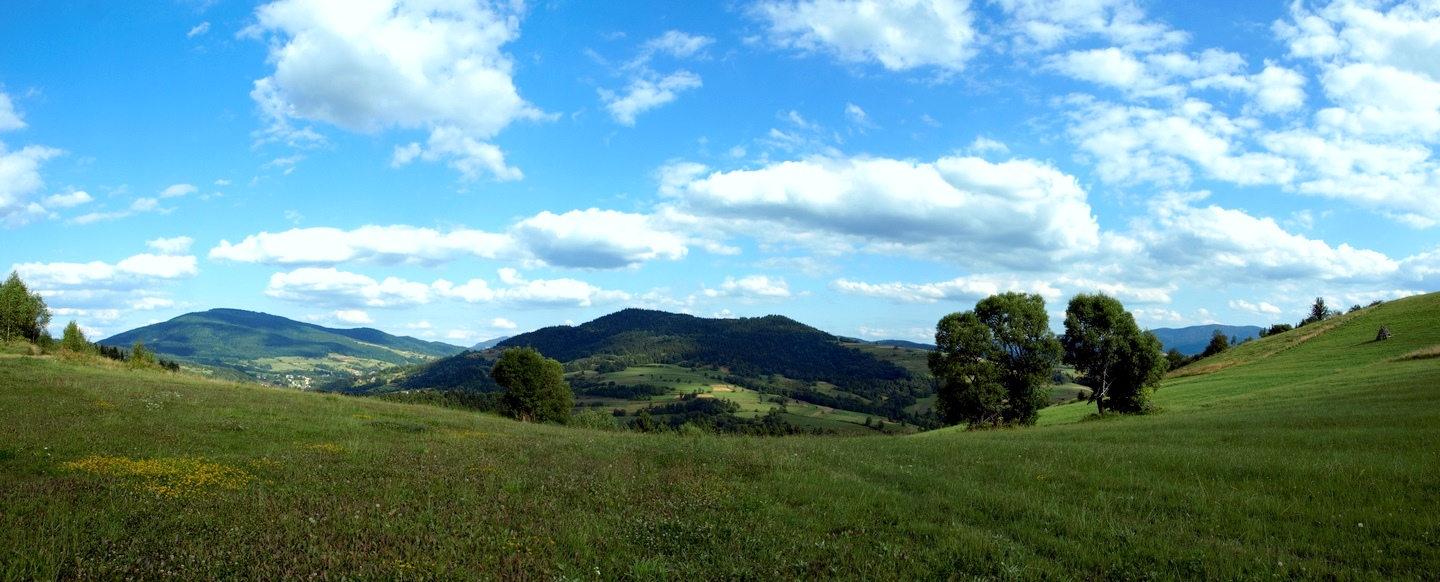
Der Ćwilin von Mzana Dolna

- Ein Zugangsweg führt von dem Dorf Jurków in rund 1:50 h auf den Gipfel.
- Ein weiterer Weg erreicht den Gipfel vom Pass Przełęcz Gruszowiec (660 m) an der Droga krajowa 28 in rund 1:15 h.
- Aus der Stadt Mszana Dolna wird der Gipfel in rund 3:20 h erreicht.